# God of War (videójáték, 2018)
A God of War egy akció-kalandjáték, amelyet a Santa Monica Studio fejlesztett és a Sony Interactive Entertainment adott ki.
PlayStation 4-re 2018 áprilisában adták ki, személyi számítógépekre pedig 2022 januárjában. A játék a God of War sorozat nyolcadik része, időrendi sorrendben a 2010-es God of War III folytatása. A korábbi játékokkal ellentétben, amelyek a görög mitológián alapultak, ezt a részt a skandináv mitológia ihlette, és az ókori Skandináviában, Midgardban játszódik. A játéknak két főszereplője van: Kratos, az egykori görög háborúisten, aki továbbra is az egyetlen játszható karakter, és fia, Atreus. Kratos második feleségének, Faye-nek (Atreus anyja) halála után ketten útnak indulnak, hogy teljesítsék kérését, hogy hamvait a kilenc birodalom legmagasabb csúcsára terítsék. Kratos titkolja sötét múltját Atreus előtt, aki nincs tisztában isteni természetével. Útjuk során összeütközésbe kerülnek a skandináv világ szörnyeivel és isteneivel.

## Szereplők
A játék 2022-ben megjelent PC-re, ami később kapott ingyenes magyar szinkront.
| Szerep           | Színész              | Magyar hang                                                                                               |
| ---------------- | -------------------- | --- |
| Kratos           | Christopher Judge    | Schneider Zoltán                                                                                          |
| Atreus           | Sunny Suljic         | Peregovits Dániel                                                                                         |
| Mimir            | Alastair Duncan      | Csuha Lajos                                                                                               |
| Freya            | Danielle Bisutti     | Solecki Janka                                                                                             |
| Baldur           | Jeremy Davies        | Király Attila                                                                                             |
| Brok             | Robert Craighead     | Forgács Gábor                                                                                             |
| Sindri           | Adam John Harrington | Seder Gábor                                                                                               |
| Modi             | Nolan North          | Zöld Csaba                                                                                                |
| Magni            | Troy Baker           | Welker Gábor                                                                                              |
| Keserű Ratatoskr | Troy Baker           | Moser Károly                                                                                              |
| Athéné           | Carole Ruggier       | Makay Andrea                                                                                              |
| Zeusz            | Corey Burton         | Dézsy Szabó Gábor                                                                                         |
| Sigrun           | Misty Lee            | Zakariás Éva                                                                                              |
| Gunnr            | Anna Campbell        | Nemes Takách Kata                                                                                         |
| Eir              | Sarah Sokolovic      | Andrádi Zsanett                                                                                           |
| Hildr            | Sara Cravens         | Nagy Edit                                                                                                 |
| Geirdriful       |                      | Martin Adél                                                                                               |
| Kara             |                      | Szabó Zselyke                                                                                             |
| Róta             |                      | Törtei Tünde                                                                                              |
| Olrun            |                      | Vadász Bea                                                                                                |
| Gondul           |                      | Bittner Anett                                                                                             |
| Lelkek           |                      | Orbán Gábor Juhai Bence Ódor István Weigert Viktor Illés Dániel Balda Balázs Fehérváry Márton Szabó Szása |
| Martalócok       |                      | Sipka Gábor Horváth Miklós Németh Péter Nagy Róbert Bihal Roland                                          |

### Magyar változat
- Bemondó: Orosz Gergely
- Hangmérnök: Horváth Miklós
- Vágó: Sipka Gábor, Tóth László
- Szinkronrendező: Sipka Gábor

A szinkront a Balog Mix Stúdió készítette.

## Fordítás
Ez a szócikk részben vagy egészben  a   God of War (2018 video game) című angol Wikipédia-szócikk ezen változatának fordításán alapul.  Az eredeti cikk szerkesztőit annak laptörténete sorolja fel. Ez a jelzés csupán a megfogalmazás eredetét és a szerzői jogokat jelzi, nem szolgál a cikkben szereplő információk forrásmegjelöléseként.